# Saint-Loup (Creuse)
Saint-Loup è un comune francese di 178 abitanti situato nel dipartimento della Creuse nella regione della Nuova Aquitania.

## Società

### Evoluzione demografica
Abitanti censiti